# Thế kỷ 30
Thế kỷ 30 là thế kỷ trong Công Nguyên, trong lịch Gregory là khoảng thời gian từ ngày 1 tháng 1 năm 2901 cho đến ngày 31 tháng 12 năm 3000.